# Condylostylus stigma
Condylostylus stigma är en tvåvingeart som först beskrevs av Fabricius 1805.  Condylostylus stigma ingår i släktet Condylostylus och familjen styltflugor. Inga underarter finns listade i Catalogue of Life.